# 帕尼卡莱
帕尼卡莱（義大利語：Panicale），是意大利佩鲁贾省的一个市镇。总面积78.84平方公里，人口5989人，人口密度76.0人/平方公里（2009年）。ISTAT代码为054037。